# Taeko Kawasumi
Taeko Kawasumi (河角 多恵子?, Kawasumi Taeko; 30 ottobre 1972) è un'ex calciatrice giapponese.

## Carriera

### Nazionale
Il 3 giugno 1988, Kawasumi è convocata nella Nazionale maggiore in occasione di una partita contro Cecoslovacchia. In tutto, Kawasumi ha giocato 2 partite con la Nazionale nipponica.

## Statistiche

### Cronologia presenze e reti in nazionale
| Cronologia completa delle presenze e delle reti in nazionale ― Giappone | Cronologia completa delle presenze e delle reti in nazionale ― Giappone | Cronologia completa delle presenze e delle reti in nazionale ― Giappone | Cronologia completa delle presenze e delle reti in nazionale ― Giappone | Cronologia completa delle presenze e delle reti in nazionale ― Giappone | Cronologia completa delle presenze e delle reti in nazionale ― Giappone | Cronologia completa delle presenze e delle reti in nazionale ― Giappone | Cronologia completa delle presenze e delle reti in nazionale ― Giappone |
| Data                                                                    | Città                                                                   | In casa                                                                 | Risultato                                                               | Ospiti                                                                  | Competizione                                                            | Reti                                                                    | Note                                                                    |
| ----------------------------------------------------------------------- | ----------------------------------------------------------------------- | ----------------------------------------------------------------------- | ----------------------------------------------------------------------- | ----------------------------------------------------------------------- | ----------------------------------------------------------------------- | ----------------------------------------------------------------------- | ----------------------------------------------------------------------- |
| 3-6-1988                                                                | Canton                                                                  | Giappone                                                                | 1 – 2                                                                   | Cecoslovacchia                                                          | International Tournament                                                | -                                                                       |                                                                         |
| 5-6-1988                                                                | Canton                                                                  | Giappone                                                                | 0 – 3                                                                   | Svezia                                                                  | International Tournament                                                | -                                                                       |                                                                         |
| Totale                                                                  |                                                                         | Presenze                                                                | 2                                                                       |                                                                         | Reti                                                                    | 0                                                                       |                                                                         |